# MS&AD保險集團控股
MS&AD保險集團控股（日语：／ Emu Esu ando Ei Dī Inshuaransu Gurūpu Horudingusu），簡稱MS&AD，是日本的一家保險控股公司，總部位於东京都中央区。旗下企業包括三井住友海上火災保險、愛和誼日生同和財産保險等财产保险公司，及三井住友海上Primary人寿保險等人壽保險公司。
MS&AD控股与東京海上控股、SOMPO控股三大集團的保費收入合共佔日本财险業界全體約90%，被視爲是日本财险業界三巨頭之一。根據财富世界500强排名，MS&AD控股為全球最大規模的保險集團之一。

## 概述
MS&AD保險集團控股旗下包括兩家規模相若的保險公司：三井住友海上火災保險（簡稱三井住友海上、MS）與愛和誼日生同和財産保險（簡稱愛和誼日生同和、AD），而MS&AD的商號也是取自這兩家公司的英語名字（MS取自“Sumitomo Mitsui”、AD取自“Aioi (Nissay) Dowa”）。自2011年10月起，集团的广告标语為「Advancing with you」。
與日本金融業的其他公司相似，在MS&AD控股成立前集團旗下公司曾反復經歷過多次合并。三井住友海上的前身為分別為屬於三井集團的三井海上保險與住友集團的住友海上保險，此兩家公司于2001年跟隨主力銀行的三井銀行與櫻花銀行的合并（三井住友銀行），同時合并為三井住友海上火災保險。其後在2010年4月，三井住友海上的控股母公司－三井住友保险集团透過股票互换方式吸收了爱和谊財産保险及日生同和保险兩家公司，同日將商號更改為MS&AD保險集團控股。同年10月1日，爱和谊財産保险及日生同和保险重組為愛和誼日生同和財産保險，而旗下的人壽保險子公司則合并為三井住友海上愛和誼人寿保險。
在MS&AD控股成立后，三井住友海上與愛和誼日生同和仍然維持互不從屬的對等關係，而兩家公司也開始對重叠的業務進行整理。三井住友海上除了主要負責從原三井集團及住友集團繼承的保險業務外，主力以企業客戶及海外保険、金融服務業爲主；而愛和誼日生同和則在維持强化與豐田集團、日本生命集團的關係的同時，集中加强在日本國内各個地域的販賣網絡。

## 負責業務
作为控股公司，MS&AD保险集团控股具有以下职能。
- 集团整體的战略制定与推广
- 集团整體的风险管理
- 资本政策
- 推進統合
- 推广共享服务
- 支持集团旗下各公司的业务推广
- 負責集团旗下各公司的业务管理

## 历史
- 2008年（平成20年）4月1日－三井住友海上火災保險通过股份交换的方式成立三井住友海上集团控股有限公司。同時在东京、大阪、名古屋三地的证券交易所上市。
- 2009年（平成21年）
  - 1月23日－愛和誼保险、日生同和保险、三井住友海上保险同意就經營整合和业务联盟进行商谈。
  - 9月30日－愛和誼保险、日生同和保险和三井住友海上保险在經過磋商后同意合并。
- 2010年（平成22年）
  - 4月1日－三井住友海上集团控股有限公司通过股份交换的方式使愛和誼保险和日生同和保险成为全资子公司，并更名为MS&AD保險集團控股有限公司。
  - 10月1日－愛和誼保险與日生同和保险合并，商号更名为愛和誼日生同和股份有限公司。同时，集團内另外5家負責總務及不動産事業的子公司則合并成爲MS&AD Business Support有限公司。稍早前在4月已經完成重组的另外3家相關公司（InterRisk總研、MS&AD Staff Service、MS&AD基礎研究所）則在同日轉換為控股公司旗下的直屬子公司。
- 2011年（平成23年）
  - 4月1日－從美國大都会人寿保险取得了三井住友大都会人寿保险的全部股份，并将其納入旗下成为全资子公司。同时，該公司的商号亦变更为三井住友海上Primary人寿保险。
  - 10月1日－三井住友海上及愛和誼日生同和旗下的人壽保險公司合并成爲三井住友海上愛和誼人寿保險。同时，它成为控股公司旗下的直屬子公司。
- 2015年（平成27年）
  - 9月8日－旗下的三井住友海上宣佈收購英国再保險公司Amlin（英语：Amlin）。該筆交易其後于翌年2月2日完成，而Amlin的商号亦变更為MS Amlin。
- 2018年（平成30年）
  - 4月1日－旗下兩家子公司：InterRisk總研與MS&AD基礎研究所宣佈合并，商号变更为MS&AD InterRisk總研有限公司。
  - 6月1日－成立了专门為残疾人士提供就业機會的子公司MS&AD Ability Works。

## 旗下公司

### 財產保险
- 三井住友海上火災保險
- 爱和谊日生同和财产保险
- 三井Direct财产保险

### 人寿保险
- 三井住友海上爱和谊人寿保险
- 三井住友海上Primary人寿保险

### 其他
- MS Amlin：負責再保险业务
- MS&AD InterRisk總研：負責风险咨询业务
- MS&AD Business Support：負責总务/房地产业务
- MS&AD Staff Service：負責派遣业务
- MS&AD Systems：負責系统相关业务
- MS&AD 事務Service：負責事務相关业务
- MS&AD Loan Service：負責贷款/担保业务
- 安心Dial：負責呼叫中心业务
- MS&AD Ability Works

## 贊助節目・活動
- 《世界經濟衛星》（东京电视台節目）（2017年4月－2020年3月期間本集團為主要赞助商）
- 日本国家男子・女子足球代表隊（從2015年起本集團為赞助商）[5]